# Mabel Rivera
Mabel Rivera, nata María Isabel Rivera Torres (Ferrol, 20 giugno 1952), è un'attrice spagnola.

## Filmografia parziale

### Cinema
- Il bosco animato (El bosque animado), regia di José Luis Cuerda (1987)
- Mare dentro (Mar adentro), regia di Alejandro Amenábar (2004)
- L'ultimo inquisitore (Goya's Ghosts), regia di Milos Forman (2006)
- Hotel Tívoli, regia di Antón Reixa (2007)
- The Orphanage (El orfanato), regia di J.A. Bayona (2007)
- Mataharis, regia di Icíar Bollaín (2007)
- Blackout, regia di Rigoberto Castañeda (2008)
- Lobos de Arga, regia di Juan Martínez Moreno (2011)
- Inevitable, regia di Jorge Algora (2013)
- Little Galicia, regia di Alber Ponte (2015)
- Arima, regia di Jaione Camborda (2019)
- Josefina, regia di Javier Marco (2021)
- ¡Salta!, regia di Olga Osorio (2023)

### Televisione
- Pratos combinados - serie TV, 182 episodi (1995-2004)
- O Nordés - serie TV, 13 episodi (2009)
- Libro de familia - serie TV, 6 episodi (2010)
- Concepción Arenal, la visitadora de cárceles - film TV (2012)
- Familia - serie TV, 7 episodi (2013)
- La sonata del silencio - serie TV, 5 episodi (2016)
- Pazo de familia - serie TV, 116 episodi (2014-2018)
- O sabor das margaridas - miniserie TV, 6 episodi (2020)
- Això no és Suècia - serie TV, 3 episodi (2023)

### Doppiaggio
- Arrugas - Rughe (Arrugas), regia di Ignacio Ferreras (2011)

## Premi
- Premi Goya
  - 2005: "Mejor Actriz de Reparto" (Mare dentro)
- Premi Sant Jordi
  - 2005: "Mejor Actriz Española" (Mare dentro)
- Almería International Film Festival
  - 2019: "Best Actress - International Competition" (Ato San Nen)
- Mestre Mateo Awards
  - 2008: "Best Supporting Actress" (Hotel Tívoli)
  - 2013: "Best Supporting Actress" (Concepción Arenal, la visitadora de cárceles)
  - 2015: "Best Actress" (Pazo de familia)